# Artère urétrale
L'artère urétrale (ou artère bulbo-uréthrale ou artère spongieuse) est une artère systémique paire de l'abdomen située dans le petit bassin. Elle vascularise l'urètre.

## Origine
L'artère urétrale naît de l'artère pudendale interne derrière la symphyse pubienne.

## Trajet

### Chez la femme
Chez la femme, l'artère urétrale est plus grêle et plus courte que chez l'homme, elle passe sous le pilier du clitoris en traversant le diaphragme pelvien et vascularise la partie distale de l'urètre.

### Chez l'homme
Chez l'homme, l'artère urétrale traverse le diaphragme pelvien en perçant l’extrémité antérieure des fascias supérieur et inférieur puis pénètre dans la paroi supérieure du corps spongieux du pénis qu'elle vascularise. Elle s'anastomose avec l'artère du bulbe du pénis et avec l'artère dorsale du pénis.